# Theodore Roethke
Theodore Huebner Roethke ([ˈrɛtki]; 25. května 1908 – 1. srpna 1963) byl americký básník, považovaný za jednoho z nejvýznamnějších ze své generace. Jeho poezii charakterizuje introspektivnost, rytmus a vztah k přírodě. V roce 1954 získal Pulitzerovu cenu za poezii za knihu The Waking; navíc dvakrát získal Národní knižní cenu za poezii (National Book Award for Poetry). Kromě toho byl Roethke také významným učitelem (1947 až 1963) poezie a patnáct let působil v této roli na Washingtonské univerzitě. K jeho žákům zde patřili Carolyn Kizerová nebo James Wright. Trpěl bipolární afektivní poruchou, kvůli které musel být několikrát hospitalizován. Jeho otec byl německý imigrant.